# Sort (Catalogne)
Pour les articles homonymes, voir Sort.
Sort est une commune de la comarque du Pallars Sobirà dans la province de Lérida en Catalogne (Espagne).

## Géographie
La commune de Sort est située dans les Pyrénées centrales sur le Noguera Pallaresa.

## Histoire
Une convention signée en 1904 entre la France et l'Espagne prévoyait la construction d'une ligne ferroviaire transpyrénéenne entre Saint-Girons (Ariège) et Sort, franchissant la frontière par un tunnel sous le port de Salau. Ce projet fut ensuite abandonné mais quelquefois réactivé jusque dans les années 1990 sur une hypothèse routière.

## Démographie
- 2 373 habitants
- Densité de population : 22,6 /km2

[réf. nécessaire]

## Économie
L'économie touristique s'appuie tout particulièrement sur les sports d'eaux vives tel que le rafting, le canyoning, l'hydrospeed, le kayak... Sur 42 km de parcours sur la Noguera Palaresa. Sort est un haut lieu européen de ce type d'activités sportives.
Une hypothèse de prolongation de la ligne ferroviaire Lérida - La Pobla de Segur jusqu'à Sort est parfois avancée.[réf. nécessaire]

## Lieux et monuments
- Devenue un musée, l'ancienne prison du « Camí de la Llibertat » (chemin de la liberté), utilisée pendant la Seconde Guerre mondiale pour y retenir un temps les réfugiés partis des environs de Saint-Girons (Ariège) notamment par le discret col de la Pale de la Claouère (2522 m)[1].
- Le cafè Pessets est connu pour ses spécialités culinaires rassemblant les plats typiques de la région (tartare de truite à la tavascane, salade de bolets, escargots escabetxat...)

## Jumelage
Saint-Girons, département de l’Ariège (France)

## Sport
La 9e étape du Tour de France 2016 traverse la commune.